# NGC 427
NGC 427 is een balkspiraalstelsel in het sterrenbeeld Beeldhouwer. Het hemelobject ligt ongeveer 427 miljoen lichtjaar van de Aarde verwijderd en werd op 25 september 1834 ontdekt door de Britse astronoom John Herschel.

## Synoniemen
- PGC 4333
- ESO 412-14
- MCG -5-4-7